# Oliver Heldens
Olivier J. L. Heldens (Rotterdam, 1995. február 1. –) holland lemezlovas és producer. A jövő house műfajának úttörőjeként tartják számon. Számos slágerlistás dallal büszkélkedhet, köztük a "Gecko (Overdrive)", a "Last All Night (Koala)", a "The Right Song", a "Fire in My Soul" és a "Turn Me On" című dalokkal. Techno dalokat is készít HI-Lo álnéven, mely az "Oli-H"-bó.l származik fordított formában, valamint a Heldeep Records kiadó vezetője is. 2021. februárjáig ő a 460. legtöbbet streamelt előadó a Spotify-on, több mint egymilliárd streammel.

## Pályafutása

### 2013–2014: debütálás és a "Gecko" áttörése

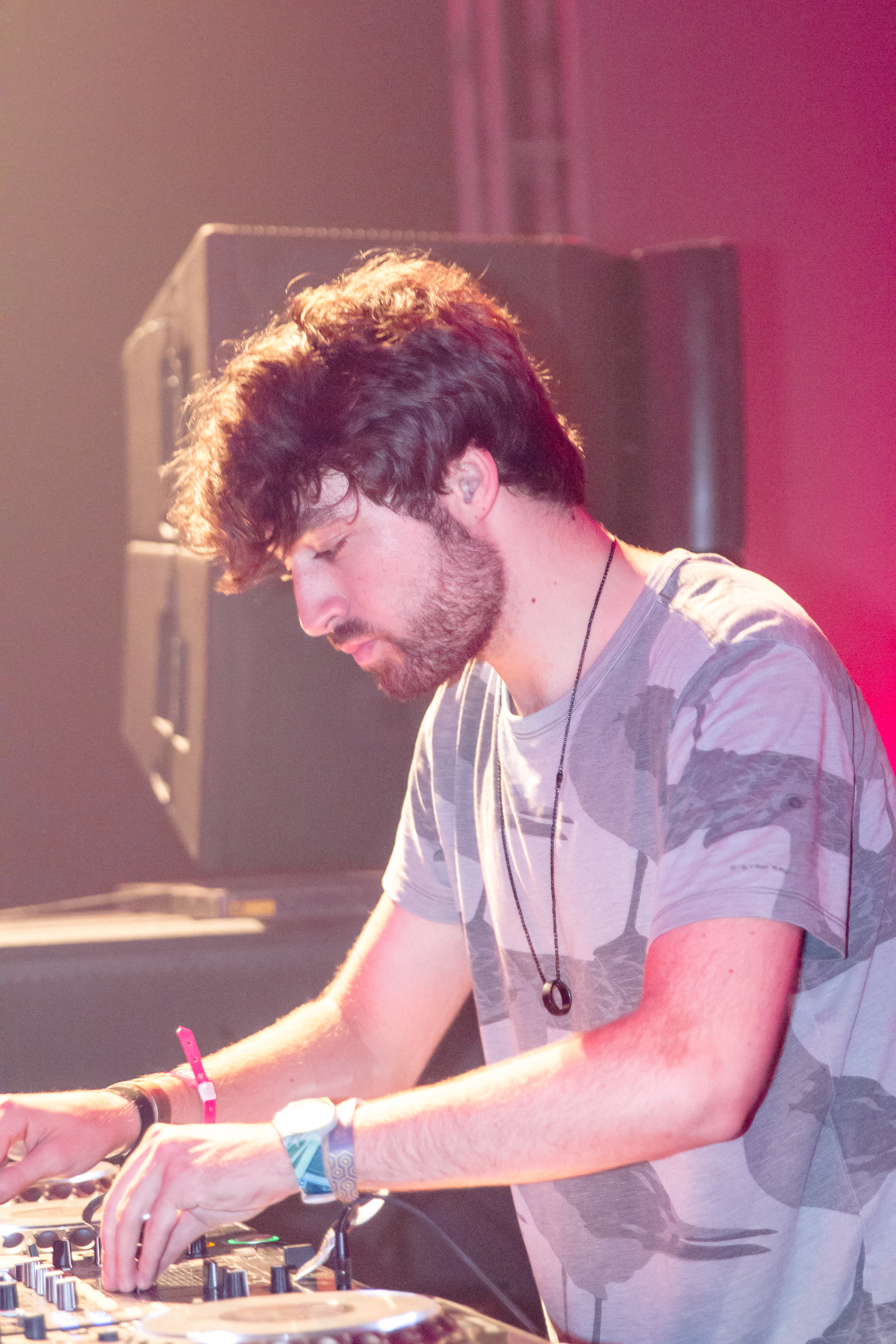
Oliver Heldens a 14. Airbeat-One dance fesztiválon, amelyre 2015. július 16. és 19. között került sor a Neustadt-Glewe-i repülőtéren.

Helden pályafutása akkor kezdődött, amikor leszerződött a Spinnin' Records kiadóval. Első dala a kiadónál a "Stiner" és a "Thumper" című dalok voltak, amelyekben DJ Jacob van Hage is közreműködik. Heldens 2013-as "Gecko" című dala felkeltette a holland DJ Dj. Tiësto figyelmét, aki leszerződtette a dalt saját kiadójához, a Musical Freedomhoz, majd 2014. június 23-án megjelentette a Warner Music Group FFRR-jének labeljén keresztül Becky Hill brit énekesnővel "Gecko (Overdrive)" címmel. A dal 1 helyezést ért el a brit Top 40-es listán 2014 júniusában. A dalt Pete Tong A BBC Radio 1 munkatársa "Essential New Tune"-nak nevezte el, majd rövid időn belül olyan neves lemezlovasok, mint David Guetta, Martin Garrix is támogatni kezdték.
2014 januárjában Heldens elindította Heldeep Mixtape-jét hivatalos SoundCloud oldalán, amelyben olyan különböző mixeket készített, amelyek az elektronikus zene különböző műfajait ötvözik, beleértve a deep house, és tech-house különböző típusait. Az első mixtape tartalmazza a Spinnin' Records által szerződtetett Martin Garrix "Animals" című dalának remixét. 2014 márciusában Helden kiadta Robin Thicke "Feel Good" című dalának remixét is. 
Még ugyanebben az évben Heldens bekerült a DJ Mag Top 100-ba ahol a 34. helyen debütált. Decemberben a BBC Radio 1 műsorában lejátszott egy Essential Mixet, és Pete Tong brit rádiós DJ az "év egyik áttörő producerének" nevezte. Heldens 2014 augusztusában kiadta a "Koala" című dalt a Spinnin' kiadónál, majd október 6-án Sander van Doornnal közösen "This" című dalukat jelentették meg. A "Koala" a 2. legkeresettebb dal volt a 2014-es Amsterdam Dance Event rendezvényen a Shazam zenefelismerő alkalmazásban. A DJ Mag Top 10-es 100-as listáján a 2015. helyet érte el, ezzel ő lett a lista legmagasabb rangsorolt house DJ-je. A Tomorrowlandben egy Billboard interjúban Heldens deep house-ként jellemezte stílusát, miközben elismerte zenéjének mainstream hatásait is.
2015. december 15-én a BBC Radio 1 bejelentette, hogy Heldens 2016. január 22-től rezidens showműsort fog tartani minden hónap harmadik csütörtöki napján egy órán keresztül.

### DJ Magazine Top 100 DJ
| Év   | Pozíció |
| ---- | ------- |
| 2014 | 34      |
| 2015 | 12      |
| 2016 | 8       |
| 2017 | 13      |
| 2018 | 9       |
| 2019 | 7       |
| 2020 | 8       |
| 2021 | 8       |
| 2022 | 10      |

## Diszkográfia

### Kislemezek
2013
- Oliver Heldens - Stinger
- Oliver Heldens - Juggernaut
- Oliver Heldens - Striker
- Oliver Heldens & Julian Calor - Triumph
- Oliver Heldens - Buzzer
- Oliver Heldens ft. Alvar & Millas - Onyva
- Oliver Heldens & Martin Mayne - Javelin
- Oliver Heldens & Robby East - Panther
- Oliver Heldens - Gecko

2014
- Oliver Heldens x Becky Hill - Gecko (Overdrive)
- Oliver Heldens - Koala
- Sander van Doorn & Oliver Heldens - THIS
- Oliver Heldens, Mr. Belt & Wezol - Pikachu
- Oliver Heldens ft. KStewart - Last All Night (Koala)

2015
- Zeds Dead & Oliver Heldens - You Know
- Oliver Heldens - Melody
- Oliver Heldens - Bunnydance
- Oliver Heldens & Shaun Frank ft. Delaney Jane - Shades of Grey
- Tiesto & Oliver Heldens - Wombass

2016
- Oliver Heldens & Throttle - Waiting
- Tiësto + Oliver Heldens ft. Natalie La Rose - The Right Song
- Oliver Heldens ft. Rumors - Ghost
- Oliver Heldens & Chocolate Puma - Space Sheep
- Oliver Heldens - Flamingo
- Oliver Heldens ft. Ida Corr - Good Life

2017
- Oliver Heldens - I Don't Wanna Go Home
- Oliver Heldens - Ibiza 77 (Can You Feel It)
- Oliver Heldens ft. Danny Shah - What The Funk

2018
- Oliver Heldens - King Kong (HI-LO Touch)
- Oliver Heldens ft Sidney Samson - Riverside 2099
- Oliver Heldens ft Shungudzo - Fire In My Soul

2019
- Oliver Heldens ft Lenno - This Groove
- Oliver Heldens ft Devin & Nile Rodgers) - Summer Lover
- Oliver Heldens - Cucumba
- Oliver Heldens ft Vula - Turn Me On
- Oliver Heldens ft Carla Monroe - Lift Me Up
- Oliver Heldens - Aquarius

2020
- Oliver Heldens - The G.O.A.T. (Lionel Messi)
- Oliver Heldens - Take A Chance
- Oliver Heldens - Cucumba
- Oliver Heldens ft. Boy Matthews - Details
- Oliver Heldens ft. Kiko Bun - Break This Habit
- Oliver Heldens, Funkin Matt ft. Bright Sparks - Somebody
- Oliver Heldens ft. ITZY - TING TING TING

### Kislemezek mint HI-LO
2015
- HI-LO - Crank It Up
- HI-LO - Renegade Mastah
- HI-LO - Wappy Flirt
- HI-LO - Ooh La La

2016
- HI-LO & Chocolate Puma - Steam Train
- HI-LO & Sander Van Doorn - WTF

2017
- HI-LO - The Answer
- HI-LO & ALOK - Alien Technology
- HI-LO - Men on Mars

2018
- HI-LO & Dada Life - Love Vibration
- HI-LO & Mike Cervello - Impulse

2019
- HI-LO & Chocolate Puma - LazersX999
- HI-LO - Poseidon

2020
- HI-LO - Zeus

2022
- HI-LO & Eli Brown - Industria

### Remixei
- 2013: The Unlikely Candidates – Follow My Feet
- 2013: Martin Garrix – Animals
- 2013: Calvin Harris & Alesso – Under Control (Bootleg)
- 2014: Robin Thicke – Feel Good
- 2014: Disclosure feat. Sam Smith – Latch
- 2014: Coldplay – A Sky Full of Stars
- 2014: Hill Cess – Vintage
- 2014: Gregor Salto & Dr. Kucho! – Can’t Stop Playing
- 2014: The Voyagers feat. Haris – A Lot Like Love
- 2014: Tiësto feat. DBX – Light Years Away
- 2015: Gregor Salto & Dr. Kucho! feat. Ane Brun – Can’t Stop Playing (Makes Me High)
- 2015: Lady Bee feat. Rochelle – Return of the Mack
- 2015: Calvin Harris feat. Ellie Goulding – Outside
- 2015: Oliver Heldens & Da Hool – MHATLP (als HI-LO)
- 2016: G-Eazy & Bebe Rexha – Me, Myself & I
- 2016: Moby – Go (als HI-LO)
- 2016: The Chainsmokers feat. Phoebe Ryan – All We Know
- 2017: HI-LO – The Answer
- 2017: Katy Perry feat. Skip Marley – Chained to the Rhythm
- 2017: Jamiroquai – Superfresh
- 2017: Aevion – The Journey
- 2017: Charlie Puth – Attention
- 2018: Oliver Heldens – King Kong (Hi-Lo Touch)
- 2018: Calvin Harris & Dua Lipa – One Kiss
- 2018: David Guetta feat. Anne-Marie – Don’t Leave Me Alone
- 2018: Chic – Le Freak
- 2019: Y2K & bbno$ – Lalala
- 2020: SZA & Justin Timberlake – The Other Side

## Díjak és jelölések
| Év   | Szervezet       | Díj                               | Munka      | Eredmény |
| ---- | --------------- | --------------------------------- | ---------- | -------- |
| 2016 | Style Icon Asia | Az év globális ikonikus producere | saját maga | Elnyerte |